# Volta a Cataluña 1946
La Volta a Cataluña 1946 fue la 26ª edición de la Volta a Cataluña. Se disputó en 9 etapas del 8 al 15 de septiembre de 1946 con un total de 1.397 km. El vencedor final fue el español Julián Berrendero.
De los ciclistas inscritos hubo 11 extranjeros patrocinados pos firmas comerciales locales. el equipo favorito era "Chicles Tavay" con Julián Berrendero, Fermín Trueba y Delio Rodríguez como figuras destacadas. La darrera en un principio la dominaron los ciclistas de la UE Sants, hasta que Berrendero, en la cuarta etapa atacó subiendo la Collada de Toses y ganó en Puigcerdá. Consiguió el liderato y una buena renta de tiempo que fue aumentando a medida que fueron pasando los días.

## Etapas
| Etapa | Fecha            | Ciudades de etapa     | km    | Vencedor de la etapa | Líder de la general |
| ----- | ---------------- | --------------------- | ----- | -------------------- | ------------------- |
| 1º    | 8 de septiembre  | Montjuic - Montjuic   | 46,0  | Ignacio Orbaiceta    | Ignacio Orbaiceta   |
| 2º    | 8 de septiembre  | Barcelona - Sabadell  | 96,0  | Miguel Gual          | Miguel Gual         |
| 3º    | 9 de septiembre  | Sabadell - Figueras   | 162,0 | Huub Sijen           | Miguel Gual         |
| 4º    | 10 de septiembre | Figueras - Puigcerdá  | 141,0 | Julián Berrendero    | Julián Berrendero   |
| 5º    | 11 de septiembre | Puigcerdá - Manresa   | 205,0 | Miguel Gual          | Julián Berrendero   |
| 6º    | 12 de septiembre | Manresa - Lérida      | 212,0 | Ignacio Orbaiceta    | Julián Berrendero   |
| 7º    | 13 de septiembre | Lérida - Tortosa      | 203,0 | Pietro Tarchini      | Julián Berrendero   |
| 8º    | 14 de septiembre | Tortosa - Tarragona   | 242,0 | Bernardo Ruiz        | Julián Berrendero   |
| 9º    | 15 de septiembre | Tarragona - Barcelona | 148,0 | Pietro Tarchini      | Julián Berrendero   |

### 1ª etapa[1]
08-09-1946: Barcelona - Barcelona. 48,0 km
|   | Ciclista          | Equipo     | Tiempo     |
| - | ----------------- | ---------- | ---------- |
| 1 | Ignacio Orbaiceta | UD Sants   | 1h 15' 32" |
| 2 | Pietro Tarchini   | DDT Geigy  | m. t.      |
| 3 | Bim Diederich     | Ovomaltina | m. t.      |

|   | Ciclista          | Equipo     | Tiempo     |
| - | ----------------- | ---------- | ---------- |
| 1 | Ignacio Orbaiceta | UD Sants   | 1h 15' 32" |
| 2 | Pietro Tarchini   | DDT Geigy  | m. t.      |
| 3 | Bim Diederich     | Ovomaltina | m. t.      |

### 2ª etapa
8-08-1946: Barcelona - Sabadell. 96,0 km
|   | Ciclista             | Equipo     | Tiempo     |
| - | -------------------- | ---------- | ---------- |
| 1 | Miguel Gual          | UD Sants   | 3h 01' 00" |
| 2 | Joaquín Olmos        | Penya Rhin | m. t.      |
| 3 | Gottfried Weilenmann | DDT Geigy  | + 02' 55"  |

|   | Ciclista             | Equip      | Temps      |
| - | -------------------- | ---------- | ---------- |
| 1 | Miguel Gual          | UD Sants   | 3h 01' 00" |
| 2 | Joaquín Olmos        | Penya Rhin | m. t.      |
| 3 | Gottfried Weilenmann | DDT Geigy  | + 02' 55"  |

### 3ª etapa
09-09-1946: Sabadell - Figueras. 162,0 km
|   | Corredor             | Equipo              | Tiempo     |
| - | -------------------- | ------------------- | ---------- |
| 1 | Huub Sijen           | Fútbol de sobremesa | 5h 25' 55" |
| 2 | Miguel Gual          | UE Sants            | m. t.      |
| 3 | Gottfried Weilenmann | DDT Geigy           | m. t.      |

|   | Ciclista             | Equipo     | Tiempo     |
| - | -------------------- | ---------- | ---------- |
| 1 | Miguel Gual          | UE Sants   | 9h 42' 24" |
| 2 | Joaquín Olmos        | Penya Rhin | m. t.      |
| 3 | Gottfried Weilenmann | DDT Geigy  | + 02' 55"  |

### 4ª etapa[2]
09-09-1947: Figueras - Berga. 174,0 km
|   | Corredor          | Equipo        | Tiempo     |
| - | ----------------- | ------------- | ---------- |
| 1 | Julián Berrendero | Chicles Tabay | 5h 18' 22" |
| 2 | Lucien Vlaemynck  | Formy         | + 03' 34"  |
| 3 | Willy Kern        | DDT Geigy     | m. t.      |

|   | Ciclista             | Equipo        | Tiempo      |
| - | -------------------- | ------------- | ----------- |
| 1 | Julián Berrendero    | Chicles Tabay | 15h 05' 46" |
| 2 | Joaquín Olmos        | Penya Rhin    | + 09"       |
| 3 | Gottfried Weilenmann | DDT Geigy     | + 01' 31"   |

### 5ª etapa[3]
12-9-1946: Puigcerdá - Manresa. 205,0 km
|   | Ciclista       | Equipo              | Tiempo     |
| - | -------------- | ------------------- | ---------- |
| 1 | Miguel Gual    | UE Sants            | 6h 30' 08" |
| 2 | Huub Sijen     | Fútbol de sobremesa | m. t.      |
| 3 | Leo Weilenmann | DDT Geigy           | m. t.      |

|   | Ciclista             | Equipo        | Tiempo      |
| - | -------------------- | ------------- | ----------- |
| 1 | Julián Berrendero    | Chicles Tabay | 21h 35' 54" |
| 2 | Joaquín Olmos        | Penya Rhin    | + 09"       |
| 3 | Gottfried Weilenmann | DDT Geigy     | + 01' 48"   |

### 6ª etapa[4]
12-09-1946: Manresa - Lérida. 212,0 km
|   | Ciclista          | Equipo        | Tiempo     |
| - | ----------------- | ------------- | ---------- |
| 1 | Ignacio Orbaiceta | UE Sants      | 5h 12' 20" |
| 2 | Miguel Gual       | UE Sants      | m. t.      |
| 3 | Julián Berrendero | Chicles Tabay | m. t.      |

|   | Ciclista             | Equipo        | Tiempo      |
| - | -------------------- | ------------- | ----------- |
| 1 | Julián Berrendero    | Chicles Tabay | 26h 48' 14" |
| 2 | Gottfried Weilenmann | DDT Geigy     | + 01' 49"   |
| 3 | Joaquín Olmos        | Penya Rhin    | + 03' 20"   |

### 7ª etapa[5]
13-9-1946: Lérida - Tortosa. 203,0 km
|   | Corredor          | Equipo              | Tiempo     |
| - | ----------------- | ------------------- | ---------- |
| 1 | Pietro Tarchini   | DDT Geigy           | 7h 01' 25" |
| 2 | Huub Sijen        | Fútbol de sobremesa | m. t.      |
| 3 | Julián Berrendero | Chicles Tabay       | m. t.      |

|   | Ciclista             | Equipo        | Tiempo      |
| - | -------------------- | ------------- | ----------- |
| 1 | Julián Berrendero    | Chicles Tabay | 33h 49' 39" |
| 2 | Gottfried Weilenmann | DDT Geigy     | + 01' 49"   |
| 3 | Lucien Vlaemynck     | Galindo       | + 03' 32"   |

### 8ª etapa[6]
14-9-1946: Tortosa - Tarragona. 242,0 km
|   | Corredor          | Equipo        | Tiempo     |
| - | ----------------- | ------------- | ---------- |
| 1 | Bernardo Ruiz     | UE Sants      | 8h 17' 44" |
| 2 | Bernardo Capó     | UE Sants      | + 01"      |
| 3 | Julián Berrendero | Chicles Tabay | + 03"      |

|   | Ciclista             | Equipo        | Tiempo      |
| - | -------------------- | ------------- | ----------- |
| 1 | Julián Berrendero    | Chicles Tabay | 42h 07' 26" |
| 2 | Gottfried Weilenmann | DDT Geigy     | + 04' 22"   |
| 3 | Bernardo Capó        | UE Sants      | + 07' 28"   |

### 9ª etapa[7]
15-9-1946: Tarragona - Barcelona. 148,0 km
|   | Ciclista             | Equipo              | Tiempo     |
| - | -------------------- | ------------------- | ---------- |
| 1 | Pietro Tarchini      | DDT Geigy           | 3h 00' 42" |
| 2 | Gottfried Weilenmann | DDT Geigy           | m. t.      |
| 3 | Huub Sijen           | Fútbol de sobremesa | + 04' 58"  |

|   | Ciclista             | Equipo        | Tiempo      |
| - | -------------------- | ------------- | ----------- |
| 1 | Julián Berrendero    | Chicles Tabay | 46h 43' 58" |
| 2 | Gottfried Weilenmann | DDT Geigy     | + 04' 18"   |
| 3 | Bernardo Capó        | UE Sants      | + 07' 28"   |

## Clasificación General
|    | Ciclista             | Equipo              | Tiempo      |
| -- | -------------------- | ------------------- | ----------- |
|    | Julián Berrendero    | Chicles Tabay       | 46h 43' 58" |
| 2  | Gottfried Weilenmann | DDT Geigy           | + 4' 18"    |
| 3  | Bernardo Capó        | UD Sants            | + 7' 28"    |
| 4  | Joaquín Olmos        | Penya Rhin          | + 8' 56"    |
| 5  | Bernardo Ruiz        | UD Sants            | + 9' 02"    |
| 6  | Lucien Vlaemynck     | Formy               | + 11' 27"   |
| 7  | Willy Kern           | DDT Geigy           | + 16' 04"   |
| 8  | Jean Goldschmit      | Ovomaltina          | + 21' 13"   |
| 9  | Manuel Costa         | Penya Rhin          | + 25' 10"   |
| 10 | Huub Sijen           | Fútbol de sobremesa | + 34' 13"   |

## Clasificación de la montaña
|   | Ciclista          | Equipo        | Puntos |
| - | ----------------- | ------------- | ------ |
| 1 | Julián Berrendero | Chicles Tabay | 26     |
| 2 | Bernardo Ruiz     | UD Sants      | 15     |
| 3 | Bernardo Capó     | UD Sants      | 8      |